# Azulões da Torre
Azulões da Torre foi um rancho carnavalesco da cidade do Rio de Janeiro.
Foi campeão em 1988.